# Marek Holocher
Marek Holocher (ur. 12 stycznia 1957 w Krakowie) – polski piłkarz, bramkarz.

## Kariera klubowa
Pierwszym klubem Marka Holochera była Wisła Kraków. Po trzech sezonach w pierwszej drużynie, w 1982 przeniósł się do Hutnika, a trzy lata później do Cracovii. Karierę piłkarską zakończył w 1995 roku w barwach Okocimskiego Brzesko.

## Życie prywatne
W roku 1980 został absolwentem AWF. Jego żoną jest była polska siatkarka Wiesława Holocher.